# Tansarino
Tansarino (ros. Тансарино) – wieś (dieriewnia) w Rosji, w Czuwaszji, w rejonie urmarskim. W 2021 liczyła 213 mieszkańców.